# Terje Andersen
Terje Andersen (4 marzo 1952) è un ex pattinatore di velocità su ghiaccio norvegese.

## Palmarès

### Olimpiadi
- 1 medaglia:
  - 1 bronzo (Lake Placid 1980 nei 1500 metri)